# Момотов, Иван Фёдорович
Иван Фёдорович Момотов (02.09.1915 — ?) — советский геоботаник, лауреат Государственной премии СССР (1981).

## Биография
Родился 2 сентября 1915 года в селении Кара-Томар Акмолинской области.
Окончил биологический факультет Среднеазиатского университета (1940).
Участник войны (красноармеец 337 опулаб 150 УР). Награждён медалью «За победу над Германией в Великой Отечественной войне 1941—1945 гг.».
После демобилизации работал в Ботаническом институте АН Узб. ССР. Кандидат биологических наук (1951), тема диссертации — «Растительные комплексы Усть-Урта и пути его хозяйственного освоения».
С 1964 по 1986 год заведующий Кызылкумской пустынной станции.
В 1974 г. защитил докторскую диссертацию:
- Гипсофильная растительность и пути улучшения пастбищ гипсовых пустынь Узбекистана : диссертация … доктора биологических наук : 03.00.00. — Ташкент, 1973. — 228 с. : ил.

Профессор (1975).
Лауреат Государственной премии СССР (1981) — за разработку научных основ и технологии обогащения пустынных пастбищ, широкое внедрение их в практику каракулеводства Средней Азии.
Сочинения:
- Растительные комплексы Усть-Урта [Текст] / Акад. наук Узбек. ССР. Ин-т ботаники. — Ташкент : Изд-во Акад. наук УзССР, 1953. — 136 с. : ил.; 22 см.
- Растительность низовьев Аму-Дарьи и пути её рационального использования [Текст] / Р. С. Верник, З. А. Майлун, И. Ф. Момотов ; Акад. наук УзССР. Ин-т ботаники. — Ташкент : Наука, 1964. — 212 с. : ил.; 22 см.

Последняя публикация датирована 1989 годом.